# Алфёров, Александр Порфирьевич
 Алекса́ндр Порфи́рьевич Алфёров  (род. 19 августа 1936, Ртищево, Саратовская область) — русский художник, основатель и первый директор Кузнецкой детской художественной школы, автор герба города Кузнецка и нагрудного значка «Почётный гражданин города Кузнецка» (1999).
В 1985 году награждён медалью «Ветеран труда», в 1989 году присвоено звание «Заслуженный работник культуры РСФСР», в 1991 году награждён Почётной грамотой Министерства Культуры РСФСР, Центрального комитета профсоюза работников культуры РСФСР. В 2008 году присвоено звание «Почётный гражданин города Кузнецка».
Состоялись персональные выставки работ в городах: Кузнецке, Пензе, Саратове. Многие его работы находятся в Пензенской картинной галерее им. К. А. Савицкого, Кузнецком краеведческом музее им. А. Н. Радищева, Радищевском музее в селе Радищево Кузнецкого района, Неверкинской народной картинной галерее села Неверкино, в Саратовском художественном училище имени А. П. Боголюбова, в частных коллекциях России, СНГ и за рубежом.
В 2009 году открыта картинная галерея произведений художника Алферова А. П., подаренных городу Кузнецку. Все его творческие произведения проникнуты любовью к своей малой родине, городу, в котором он живёт, работает, творит и посвящены людям, окружающим его, людям различных характеров, возрастов, профессий: портреты земляков, современников, ветеранов труда и Великой Отечественной войны, заслуженных врачей и работников культуры, почётных людей города Кузнецка, а также пейзажи, отражающие родной город.

## Библиографическая справка
- 1952—1957 — учится и оканчивает Саратовское художественное училище у педагога А. И. Бородина, заслуженного художника РСФСР. Дипломную работу «Молодые путейцы. На практике» защитил на отлично;
- 1957—1959 — работает художником-оформителем в районном Доме Культуры и в кинотеатре «Октябрь» города Кузнецка;
- 1958—1960 — учитель рисования и черчения в средней школе № 3 города Кузнецка;
- 1960—1969 — руководитель изобразительной студии в Доме пионеров и школьников, совмещал работу учителя рисования в школе № 10;
- 1966, 1974— творческие командировки в дом творчества «Горячий Ключ», Краснодарский край;
- 1966 — женится на Клавдии Васильевне Мамугиной;
- 1967 — рождение сына Руслана. Ныне — врач;
- 1969 — рождение сына Павла. Ныне — врач;
- 1969—1999 — основатель и директор детской художественной школы города Кузнецка. С 1999 года по настоящее время — преподаватель высшей категории. Воспитал более тридцати поколений учеников, многие из которых стали профессиональными художниками, преподавателями;
- 1970 — утверждён герб города Кузнецка — автор А. П. Алферов. По его эскизам в разное время изготовлены значки герба города Кузнецка.[2]
- 1979 — делегат в составе работников культуры Пензенской области в город Тернополь. Участник выставки пензенских художников, посвящённой юбилею города Тернополя;
- 1989— присвоено звание «Заслуженный работник культуры РСФСР».

## Персональные выставки
С 1961 года и по настоящее время — организатор и участник первой и последующих городских художественных выставок. С 1962 г. и по настоящее время является участником областных художественных выставок.
- 1956 — персональная студенческая выставка в Саратовском художественном училище;
- 1959 — первая персональная выставка работ в Доме пионеров и школьников, в школах № 1 и № 3 города Кузнецка;
- 1967 — выставка, посвящённая 10-летию творческой деятельности;
- 1974 — выставка, посвящённая 100-летию Куйбышевской железной дороги;
- 1977 — выставка, посвящённая 20-летию творческой деятельности;
- 1982 — выставка, посвящённая 25-летию творческой деятельности;
- 1986 — выставка, посвящённая 30-летию творческой деятельности;
- 1997 — выставка, посвящённая 40-летию творческой деятельности;
- 2001 — выставка, посвящённая 45-летию творческой деятельности.

## Список известных работ

### Портреты
- Портрет сестры Тани, 1957, К., м.;
- Портрет десятиклассницы Нины Новиковой, 1961, Б., кар., мокр. соус;
- Портрет А. Кострицына (собственность А.Кострицына), 1961, Б., черн. акв.;
- Портрет Верочки-десятиклассницы, 1962, Б., кар.;
- Письмо, 1962, Б, уголь;
- Юный дирижёр, 1962, Б., черн. акв.;
- Автопортрет, 1962, Х.,м.;
- Мечты. Скрипач (В.Алексанов) , 1962, Б., черн. акв.;
- Портрет сестры Тани, Пензенская областная картинная галерея имени К.А. Савицкого , 1963, Б., черн. акв.;
- Автопортрет, 1963, К., м.;
- Портрет девушки-маляра. (Неверкинская народная картинная галерея), 1963, Цв. б., уголь, пастель;
- Портрет Г. Буянова. (собственность Г.Буянова), 1964, Б., черн. акв.;
- Портрет матери, 1964, Б., уголь.;
- Портрет отца художника, 1964, Б./кар.;
- Юность. Летят наши годы, 1964, Б., черн. акв.;
- Портрет А. П. Карьянской, 1964, Б., уголь;
- Портрет дедушки Павла, 1964, Б., уголь;
- Портрет дедушки Павла, 1964, К., м.;
- Портрет девушки, 1965, К., м.;
- Портрет учителя рисования 3.С. Беспаловой, 1965, Б., пастель;
- Юность. Портрет Верочки Конновой. (собственность В. Конновой-Коротковой), 1965, Тон. б., пастель, уголь;
- Портрет цыганки Гали, 1966, К., м.;
- Портрет писателя Н. Почивалина, 1965—1967, Цв. б., уголь, мел;
- Портрет жены, 1967, Б., сангина;
- Детский портрет, 1968, Б., сангина;
- Юный художник (сын Руслан), 1969, Б., акв, пастель;
- Портрет сына Руслана, 1969, Тон. б., акв., пастель;
- Портрет кузнецкого поэта и журналиста В. Рождественского, 1971, Б., уголь;
- Портрет кузнечаночки, 1972, К., гуашь, пастель;
- Портрет Риммочки Завьяловой, 1973, Тон. к., гуашь, пастель;
- Начало. Портрет молодого врача, 1973, Тон. б., акв., пастель;
- Первый день практики. Портрет Нины Талагаевой, 1974, Тон. б., акв., пастель;
- Портрет скульптора А. Федичкиной, 1973—1975, Тан к., акв., пастель;
- Портрет композитора Р. Давыдова, 1977, Б., уголь;
- Портрет жены, 1977, Тон. б., акв., пастель;
- Портрет кузнецкого поэта и журналиста В. П. Завьялова, 1977, к. ретушь., мокр.соус., белила;
- Портрет первоклассницы Любаши Декиной, 1977, Б., шариковая авторучка;
- Портрет Светы Бабиной с книгой, 1978, Цв. б, цв. кар.;
- Портрет сына Павла, 1979, Цв. 5., цв. кар.;
- Портрет учителя (посвящается моей учительнице начальных классов В. М. Васильевой и всем учителям), 1979, ДВП., гуашь, пастель;
- Портрет Ирины Шепаевой, 1979, тон. б., цв. кар.;
- Сыновья художника, Павел и Руслан, 1980, Б., кор. кар.;
- Портрет жены художника, 1981, X. м.;
- Опоздала. Портрет первоклассницы, 1981, ДВП, м.;
- Портрет инженера В. Н. Стрельцова, 1982, X.. м.;
- Автопортрет, 1982, К., м.;
- Портрет сына Павла, 1985, Б., уголь;
- Портрет сына Руслана, 1985, Тон. к., сангина;
- Портрет И. Михайловой, студентки-заочницы, 1985, К., пастель;
- Портрет 3.C. Трефиловой, заслуженного врача России, 1985, Тон. к., пастель;
- Девушка с раскрытой книгой (Света Бабина), 1985, Цв. б., цв. кар.;
- Радищев в Санкт-Петербурге (1780) , 1987, ДВП, м.;
- А.Радищев на побывке у родителей в селе В.Аблязово (1798) (Литературно-мемориальный музей им. А. И. Радищева, село Радищево, Кузнецкий район, Пензенской области), 1987, X. м.;
- Портрет В. И. Пыжова, ветерана войны и труда, 1988, Б., кар.;
- Портрет участницы народного хора Л.Кондалинцевой, 1989, X. м.;
- Портрет А. А. Степанова, преподавателя школы № 14, 1989, Б., кар.;
- Портрет Л. А. Симаковой, начальника отдела культуры городской администрации, 1990, Тон к., пастель;
- Портрет Е. М. Фокиной, преподавателя ДМШ, 1991, Тон. к., акв., пастель;
- Портрет В. И. Малышева, ветерана войны и труда, 1991, Тон. к., акв., пастель;
- Портрет Светы Чирикаевой выпускницы ДХШ, Пензенская областная картинная галерея имени К.А. Савицкого, 1991, Тон. к., пастель;
- Портрет кузнецкого композитора Е.Барановского, 1994, ДВП, м.;
- Портрет Дарьи Занегиной, 1998, Тон. к., пастель;
- Портрет Г. В. Штурмина, члена Союза журналистов и писателей России, 1999, Б, кар.;
- Портрет Л. Г. Кулахмедовой, директора ЦБС, заслуженного работника культуры РФ, 1999, Б., кар.;
- Портрет З. Г. Григоряна, офицера запаса, 1999, Б., кар.;
- Портрет В. В. Барабанова, солиста народного хора, 1999, Б., кар.;
- Портрет В. В. Фединой, заслуженного работника культуры РСФСР, 1998—2000, Б., кар.;
- Портрет Алины (внучка художника), 2000, ДВП, м.;
- Портрет Дарьи Занегиной, 2000, Тон. к., пастель;
- Портрет П. С. Дунаева, журналиста, ветерана войны, труда, заслуженного работника культуры РСФСР, 2000, ДВП, м.;
- Портрет В. Д. Агапова, поэта, члена Союза писателей России, 2001, Б., кар.

### Пейзажи
- Дождливый день. Саратов (студенческая работа), 1955, Х.., м.;
- Кузнецк осенний, 1962, Х.., м.;
- Последний снег, 1962, Х.., м.;
- После дождя, 1963, Х.., м.;
- Дождливый вечер, 1965, Тон. к., пастель;
- Электровозам — зелёная улица, 1966, К, м.;
- Пейзаж. Художник на пленере, 1966, К, м.;
- Морской пейзаж. Таманский полуостров, 1966, К, м.;
- Вечерний. Крутые повороты, 1968, X., м.;
- Южный пейзаж. Горячий ключ, 1974, К, м;
- Трудовой день, 1977, К., гуашь;
- Холм Славы. 9 мая 1975 года в Кузнецке (Кузнецкий краеведческий музей им A.M. Радищева), 1977, Тон. к., темпера, пастель;
- Стальные магистрали. Закат, 1978, К., темпера;
- Улица Ленина. Зимний день, 1978, К., темпера;
- Пасмурное утро в Тернополе, 1979, Цв. б., цв. кар.;
- Февральское солнце в Тернополе, 1979, Б., цв. кар.;
- Осенний дождливый день, 1980, X., м.;
- Зелёный, 1980, X., темпера;
- Открытие памятника В. И. Ленину в день 200-летия и награждения Кузнецка орденом «Знак Почёта» , 1980, Б, кар.;
- Строительство городского Дворца культуры «Родина». Пензенская областная картинная галерея имени К.А. Савицкого, 1980, Б, кар.;
- Строительство КузремКамАЗа, 1980, Б, кар.;
- Новый дом. Старое и новое, 1983, Б., перо, тушь;
- Берёзовая аллея, 1985, К, м.;
- Ритмы дня. Новый элеватор, 1986, Б., перо, тушь;
- Старый Таллин. Церковь Олевисте, 1990, X., м.;
- Туча, 1999, X., м.;
- Летний день, 2000, ДВП, м.;
- Надеждинский пруд, 2000, X., м.;
- Церковь Казанской иконы Божьей Матери в Кузнецке, 2000, X., м.;
- Морозный закат. Железнодорожная станция Кузнецк, 2001, ДВП, м.

### Линогравюры
- Краны, 1967, Б.;
- Кузнецкие «Черемушки». Южный микрорайон, 1967, Б.;
- Поезда, 1967, Б.;
- «Дантово ущелье» Горячий Ключ, 1967, Б.;
- Натюрморт «Дары лета» , 1973, Тон. к., гуашь, пастель;
- Натюрморт «Догорающая свеча скрипача» , 1992, К., гуашь, пастель.

## Упоминания и публикации
В 1970 году издательство «Искусство» город Москва выпустило в шести томах биобиблиографический словарь «Художники народов СССР». В первом томе данные об А. П. Алферове.
В 1998 в городе Пенза издана книга «Признание в любви. Этюды о художниках» (посвящена 100-летию со дня основания Пензенской картинной галереи им. К. А. Савицкого), содержащая статью об А. П. Алферове.
В 2001 году в Пензенской энциклопедии (Москва, издательство «Большая Российская энциклопедия») дана краткая биография А. П. Алферова.
В 2007 году Саратовское художественное училище имени А. П. Боголюбова выпустило альбом «Из XIX века — в XXI», описывающий страницы истории училища, где упоминается об А. П. Алферове.
В 2008 году в Москве выпущен справочник «Единый художественный рейтинг профессиональных художников Российской Империи, СССР, русского зарубежья, России и республик бывшего Советского Союза», выпуск 15, где содержатся краткие данные об А. П. Алферове.